# Airmax Muzik II
Airmax Muzik II è il sesto album da solista del rapper tedesco Fler. È stato pubblicato l'8 aprile 2011, dalla etichetta discografica Maskulin.

## Tracce
Edizione standard
1. 2011 - 1:27
2. Neue Ära - 4:01
3. Südberlin auf Bewährung - 3:00
4. Du wirst gebangt - 3:21
5. Polosport Massenmord (feat. Silla & MoTrip)
6. Ghettoblaster - 3:22
7. Gangster Frank White - 3:32
8. Ich und keine Maske Flavour - 3:45
9. Nie an mich geglaubt - 4:01
10. Air Max - 3:13
11. Minutentakt - 3:47
12. Kein Fan davon (feat. Silla & MoTrip - 4:08
13. Du machst das ich atme - 3:51
14. Autopsie - 3:29
15. Echte Gangster tanzen nich (feat. Silla & MoTrip)
16. Bruder (feat. Shizoe) - 3:42

Edizione premium
1. 2011 - 1:27
2. Neue Ära - 4:01
3. Südberlin auf Bewährung - 3:00
4. Du wirst gebangt - 3:21
5. Polosport Massenmord (feat. Silla & MoTrip)
6. Ghettoblaster - 3:22
7. Gangster Frank White - 3:32
8. Ich und keine Maske Flavour - 3:45
9. Nie an mich geglaubt - 4:01
10. Air Max - 3:13
11. Minutentakt - 3:47
12. Kein Fan davon (feat. Silla & MoTrip - 4:08
13. Du machst das ich atme - 3:51
14. Autopsie - 3:29
15. Echte Gangster tanzen nich (feat. Silla & MoTrip)
16. Bruder (feat. Shizoe) - 3:42
17. Mama is nich stolz auf mich - 3:08
18. Deutschland deine Stars - 3:16